# The Promise
„The Promise” este un cântec interpretat de formația muzicală britanică Girls Aloud. Textul piesei a fost scris de Miranda Cooper, Brian Higgins, Jason Resch, Kieran Jones și Carla Marie și produs de Xenomania. Melodia este inclusă pe cel de-al cincilea album de studio al grupului, Out Of Control, fiind lansat ca primul disc single al materialului în luna octombrie a anului 2008 în Regatul Unit. „The Promise” a avut premiera pe data de 14 septembrie la postul de radio BBC Radio 1 și a primit în general recenzii favorabile.
Discul single a experimentat un mare succes comercial, devenind cel de-al patrulea cântec al grupului ce obține poziția cu numărul 1 în UK Singles Chart. „The Promise” a devenit și una dintre cele mai bine clasate piese ale formației în Irlanda, obținând poziția secundă în Irish Singles Chart.
Piesa a câștigat un premiu BRIT în anul 2009, la categoria „Cel mai bun single britanic”. Discul a fost lansat și în Germania pe data de 16 ianuarie 2009 în format digital, însă nu a intrat în clasamentele germane.

## Lansarea și percepția criticilor
„The Promise” a avut premiera pe data de 14 septembrie la postul de radio BBC Radio 1 în cadrul emisiunii Switch și a fost descris de site-ul oficial al grupului drept „un cântec furtunos”. Inițial, discul single se dorea a fi lansat pe data de 27 octombrie 2008, însă data eliberării a fost grăbită cu o săptămână, fără a fi precizate motivele. Grupul a interpretat piesa în cadrul emisiunii Live Lounge, moderată de Jo Whiley, alături de un cover al cântecului „Apologize” ce aparține formației OneRepublic și artistului Timbaland. Nadine Coyle nu a luat parte la emisiune datorită unor probleme de ordin medical. Dave Audé și Jason Nevins au realizat fiecare remixuri ale piesei. Versiunea prezentă pe albumul Out of Control este cu cincisprezece secunde mai lungă decât cea inclusă pe discul single.
Cântecul a primit în general recenzii pozitive din partea criticilor muzicali de specialitate. Acesta este notabil pentru influențele anilor '60, fiind comparat cu predecesorul său, „Can't Speak French”. Digital Spy oferă piesei patru puncte dintr-un total de cinci, felicitând echipa de producție, motivând faptul că „[«The Promise»] devine tot mai interesant cu fiecare ascultare”. Din partea site-ului UK Mix, „The Promise” primește două recenzii un pozitivă și una relative negativă. Alex MacGregor oferă discului maxim de puncte, cinci la număr, apreciind influențele anilor '60 drept „atrăgătoare”. Revista Slant Magazine oferă și ea o recenzie favorabilă, afirmând faptul că „încă de la prima ascultare, sugerează faptul că fetele au încercat să fie inovatoare, sărind în sfera genului retro-soul reprezentat de Duffy sau Amy Winehouse”. Yahoo! Music consideră „The Promise” una dintre cele mai reușite înregistrări de pe albumul Out Of Control, alături de „Love is Pain”. Music OMH descrie „The Promise” drept „cel mai potrivit cântec de început [al albumului], cu sonerii, armonii minunate și un refren care te conduce direct în brațele sale [ale cântecului]”. Alte recenzii pozitive au venit din partea site-urilor Angryape.com și Capital Radio.co.uk. 
Piesa a câștigat un premiu BRIT în anul 2009, la categoria „Cel mai bun single britanic”.
Mai puțin impresionate de cântecul „The Promise”, au fost publicațiile MSN Music și The Guardian, cea din urmă susținând faptul că „reprezintă o dezamăgire întrucât producătorii grupului Girls Aloud au fost întotdeauna capabili să creeze muzică pop inovatoare și incitantă”. SholasBoy (UK Mix) oferă piesei două stele din cinci criticând colaborarea exagerata cu echipa Xenomania. MSN Music oferă o recenzie negativa melodiei, prin cuvintele „lăsând la o parte titlul albumului [Out of Control], acest cântec este o încercare nerușinată de a prelua modelele [de piese] ce aparțin lui Duffy și Winehouse. Fără voci puternice, acest cântec sună puțin ciudat”.

## Videoclip
Filmările pentru „The Promise” au avut loc pe data de 15 septembrie 2008. Premiera clipului a avut loc pe website-ul AOL (America Online) pe data de 25 septembrie 2008. Videoclipul a fost regizat de Trudy Bellinger pentru Merge @ Crossroads Films și produs de Golden Square. Realizarea cadrelor a durat trei zile, videoclipul prezentând un cinematograf în aer aer liber. Personajele adiționale din clip au fost selecționate în urma unor audiții.
Videoclipul le prezintă pe cele cinci componente într-un cinematograf în aer liber, urmărind o peliculă în care se regăsesc și ele. Filmul le afișează pe cele cinci în timpul unei interpretări în care sunt costumate în rochii argintii. Aceste abordări vestimentare au fost inspirate din stilul grupului muzical The Suprems.

## Lista cântecelor și fața B
Un remix exclusiv al piesei „The Promise” realizat de Jason Nevins a fost lansat exclusiv prin magazinul virtual iTunes, în timp ce discul single conține pe fața B, un cântec neinclus pe albumul Out of Control, intitulat „She”. O ediție limitată a discului single a fost lansată exclusiv prin site-ul oficial Girls Aloud- Acesta include pe fața B o interpretare live a cântecului „Girl Overboard”.
| Număr                                  | Titlu                                 | Timp |
| -------------------------------------- | ------------------------------------- | ---- |
| Disc single distribuit în Regatul Unit |                                       |      |
| 1.                                     | „The Promise”                         | 3:43 |
| 2.                                     | „She”                                 | 3:23 |
| Disc de 7" distribuit în Regatul Unit  |                                       |      |
| 1.                                     | „The Promise”                         | 3:43 |
| 2.                                     | „Girl Overboard” (Live la The O2)     | 4:29 |
| Disc digital distribuit prin iTunes    |                                       |      |
| 1.                                     | „The Promise”                         | 3:45 |
| 2.                                     | „The Promise” (Remix de Jason Nevins) | 6:49 |

## Versiuni oficiale
Cântecele incluse în tabelul următor reprezintă versiunile oficiale și remixurile piesei „The Promise”.
| Versiunea                     | Apariția                             |
| ----------------------------- | ------------------------------------ |
| Versiunea de pe album         | Out of Control                       |
| Editare radio                 | Discul single „The Promise”          |
| Remix de Flip & Fill          | Clubland 14                          |
| Remix de Jason Nevins         | Exclusiv prin iTunes                 |
| Mixaj Dub de Jason Nevins     | „The Promise” — promovare în cluburi |
| Editare radio de Jason Nevins | „The Promise” — promovare în cluburi |
| Mijax de Dave Audé            | „The Promise” — promovare în cluburi |
| Mixaj Dub de Dave Audé        | „The Promise” — promovare în cluburi |
| Editare radio de Dave Audé    | „The Promise” — promovare în cluburi |

## Promovare și interpretări live
- BBC Radio 1: Jo Whiley's Live Lounge - 25 septembrie 2008
- The X Factor - 18 octombrie 2008[35]
- Friday Night cu Jonathan Ross - 24 octombrie 2008
- T4 - 26 octombrie 2008
- GMTV - 27 octombrie 2008
- This Morning  - 5 noiembrie 2008
- Children in Need 2008 - 14 noiembrie 2008
- The Girls Aloud Party - 13 decembrie 2008
- Top Of The Pops (Special de Crăciun) - 25 decembrie 2008 (înregistrat pe data de 14 decembrie)
- 4Music: Cele mai bune cântece ale anului 2008 - December 2008 (înregistrat în timpul promovării)
- Top Of The Pops (Special de anul nou) - 31 decembrie 2008 (înregistrat pe data de 14 decembrie)
- 2009 BRIT Awards - 18 februarie 2009

## Personal
- Vocaliști: Cheryl Cole, Nadine Coyle, Sarah Harding, Nicola Roberts și Kimberley Wals;
- Textieri: Miranda Cooper, Brian Higgins, Jason Resch, Kieran Jones și Carla Marie Williams;[14]
- Producători: Brian Higgins/Xenomania;[14]
- Ingineri de sunet: Toby Scott și Dan Aslet;[14]
- Mixat de: Jeremy Wheatly, Tim Powell și Yead Nevo;[14]
- Programatori: Tim Powell, Brian Higgins, Matt Gray, Miranda Cooper și Sacha Collison;[14]
- Chitare: Nick Coler, Jason Resch, Kieran Jones și Owen Parker;[14]
- Inigeri profesioniști: Dick Beetham.[14]

## Prezența în clasamente și vânzările înregistrate
„The Promise” a debutat direct pe prima poziție în clasamentul UK Singles Chart, pe data de 26 octombrie 2008, fapt ce a determinat piesa interpretată de P!nk, „So What”, să coboare pe poziția secundă. Clasamentele publicate de-a lungul săptămânii arătau o detașare a discului semnat Girls Aloud de cântecul „So What”, înregistrând vânzări aproape duble. „The Promise” a devenit cel de-al patrulea single al formației ce ajunge pe locul 1 în  Regatul Unit, după „Sound of the Underground”, „I'll Stand By You” și „Walk This Way”. De asemenea, acesta este și primul single al grupului ce obține locul 1 în clasamentul descărcărilor digitale din Regatul Unit. Piesa a înregistrat vânzări de peste 77.000 de unități în prima săptămână de la lansare, determinând discul să debuteze și în clasamentul mondial pe locul 27. Până în momentul de față, „The Promise”, s-a comercializat în peste 420.000 de exemplare pe teritoriul Regatului Unit.
În Irlanda, piesa a debutat pe locul 4 și a obținut poziția secundă, devenind cel mai bine clasat disc al grupului în ultimii patru ani. „The Promise” a mai activat în top 10 în Croația și Estonia și în top 40 în Bulgaria, (locul 30) și Polonia (locul 22). Datorită succesului din Regatul Unit și Irlanda, melodia a intrat în United World Chart, unde a staționat timp de trei săptămâni, devenind cel mai bine clasat disc al grupului în acest top. Singura apariție a unui cântec al grupului s-a petrecut în anul 2003 cu piesa „Sound of the Underground”. La debut, „The Promise” a obținut 96.000 de puncte, acumulând un total de 273.000 în cele trei săptămâni.

## Clasament
| Clasament                | Poziția maximă | Referință |
| ------------------------ | -------------- | --------- |
| Brasil Hot Dance Music   | 21             | [ 51 ]    |
| Bulgarian Singles Chart  | 30             | [ 42 ]    |
| Croatian Singles Chart   | 3              | [ 45 ]    |
| Estonian Singles Chart   | 6              | [ 46 ]    |
| Euro 200                 | 14             | [ 52 ]    |
| European Hot 100 Singles | 8              | [ 53 ]    |

| Clasament            | Poziția maximă | Referință     |
| -------------------- | -------------- | ------------- |
| Irish Singles Chart  | 2              | [ 42 ]        |
| Poland Singles Chart | 22             | [ 47 ]        |
| UK Airplay Chart     | 1              | [ 54 ]        |
| UK Download Chart    | 1              | [ 39 ]        |
| UK Singles Chart     | 1              | [ 36 ] [ 42 ] |
| United World Chart   | 27             | [ 42 ]        |

## Datele lansărilor
| Țara         | Data              | Casa de discuri     | Format              | Referință |
| ------------ | ----------------- | ------------------- | ------------------- | --------- |
| Irlanda      | 15 octombrie 2008 | Polydor Records     | Disc single         | [ 55 ]    |
| Irlanda      | 19 octombrie 2008 | Polydor             | Descărcare digitală | [ 56 ]    |
| Regatul Unit | 19 octombrie 2008 | Fascination Records | Descărcare digitală | [ 57 ]    |
| Regatul Unit | 20 octombrie 2008 | Fascination         | Disc single         | [ 2 ]     |
| Germania     | 16 ianuarie 2009  | Polydor             | Descărcare digitală | [ 11 ]    |
| Germania     | 27 martie 2009    | Polydor             | Disc single         | [ 58 ]    |

## Predecesori și succesori
| Predecesor: „So What” de P!nk | Locul 1 în UK Singles Chart 26 octombrie, 2008 – 1 ianuarie, 2008 | Succesor: „Hero” de Finaliștii X Factor |